# San Marino op de Olympische Zomerspelen 1976
San Marino nam deel aan de Olympische Zomerspelen 1976 in Montréal, Canada. Het was de vierde deelname en dit keer werd meegedaan aan atletiek, schieten en wielrennen. Voor het eerst in de olympische geschiedenis vaardigde San Marino ook vrouwen af naar de Zomerspelen.

## Deelnemers en resultaten
(m) = mannen, (v) = vrouwen 

### Atletiek
| Olympiër          | Discipline       | Resultaat | Prestatie                                 |
| ----------------- | ---------------- | --------- | ----------------------------------------- |
| Graziella Santini | verspringen (v)  | 29e       | kwalificatie groep A: 16de met 4,90m      |
| Giuseppina Grassi | hoogspringen (v) | DNF       | kwalificatie groep B: geen geldige poging |

### Schietsport
| Olympiër            | Discipline             | Resultaat | Prestatie                       |
| ------------------- | ---------------------- | --------- | ------------------------------- |
| Italo Casali        | 50m geweer 3 houdingen | 56e       | 1009 punten: (375-341-293)      |
| Pasquale Raschi     | 50m geweer 3 houdingen | 57e       | 1001 punten: (372-323-306)      |
| Alfredo Pelliccioni | 50m geweer liggend     | 76e       | 565 punten: (95-94-95-93-96-92) |
| Bruno Morri         | 25m snelvuurpistool    | 36e       | 576 punten: (288-288)           |
| Roberto Tamagnini   | 25m snelvuurpistool    | 46e       | 547 punten: (280-267)           |
| Leo Franciosi       | trap                   | 21e       | 175 punten                      |
| Silvano Raganini    | trap                   | 29e       | 168 punten                      |

### Wielersport
| Olympiër         | Discipline       | Resultaat | Prestatie      |
| ---------------- | ---------------- | --------- | -------------- |
| Daniele Cesaritt | wegwedstrijd (m) | DNF       | niet gefinisht |

Amerikaanse Maagdeneilanden · Andorra · Antigua en Barbuda · Argentinië · Australië · Bahama's · Barbados · België · Belize · Bermuda · Bolivia · Bondsrepubliek Duitsland · Brazilië · Bulgarije · Canada · Chili · Colombia · Costa Rica · Cuba · Denemarken · Dominicaanse Republiek · Duitse Democratische Republiek · Ecuador · Egypte · Fiji · Filipijnen · Finland · Frankrijk · Griekenland · Groot-Brittannië · Guatemala · Haïti · Honduras · Hongarije · Hongkong · Ierland · IJsland · India · Indonesië · Iran · Israël · Italië · Ivoorkust · Jamaica · Japan · Joegoslavië · Kaaimaneilanden · Kameroen · Koeweit · Libanon · Liechtenstein · Luxemburg · Maleisië · Marokko · Mexico · Monaco · Mongolië · Nederland · Nederlandse Antillen · Nepal · Nicaragua · Nieuw-Zeeland · Noord-Korea · Noorwegen · Oostenrijk · Pakistan · Panama · Papoea-Nieuw-Guinea · Paraguay · Peru · Polen · Portugal · Puerto Rico · Roemenië · San Marino · Saoedi-Arabië · Senegal · Singapore · Sovjet-Unie · Spanje · Suriname · Thailand · Trinidad en Tobago · Tsjecho-Slowakije · Tunesië · Turkije · Uruguay · Venezuela · Verenigde Staten · Zuid-Korea · Zweden · Zwitserland